# Баничи
Ба́ничи (укр. Баничі) — село, Баничевский сельский совет, Глуховский район, Сумская область, Украина.
Код КОАТУУ — 5921580401. Население по переписи 2001 года составляло 1324 человека
Является административным центром Баничевского сельского совета, в который, кроме того, входят сёла
Будища, Мацково и Петропавловская Слобода.

## Географическое положение
Село Баничи находится на левом берегу реки Эсмань, выше по течению на расстоянии в 1 км расположено село Перемога, ниже по течению на расстоянии в 1,5 км расположено село Мацково, на противоположном берегу — село Викторово. Рядом проходит автомобильная дорога Т-1908. К селу ведёт железнодорожная ветка от города Глухов, станция Баничи.

## История
- Поблизости села Баничи, на правом берегу реки Клевень, обнаружены остатки поселения северян (VIII—X вв).
- Село известно с начала XVII века.

## Экономика
- Баничское месторождение высокочистых кварцитов.
- «Глуховский карьер кварцитов» ОАО.
- Баничский асфальтный завод.

## Объекты социальной сферы
- Школа.

## Достопримечательности
- Братская могила советских воинов.

## Известные люди
- Почивалин, Николай Михайлович (писатель) — писатель, родился в селе Баничи.